# حسن أمين
حسن أمين (مواليد 13 يونيو 1985) لاعب كرة قدم إماراتي يجيد اللعب في الظهير الأيسر في نادي مصفوت .
لعب سابقاً مع أندية الوحدة والنصر والجزيرة والوصل والفجيرة وخورفكان .

## روابط خارجية
- حسن أمين على موقع Soccerway.com (الإنجليزية)